# Алгоритм Эдмондса
Алгоритм Эдмондса или алгоритм Чу — Лью/Эдмондса — это алгоритм поиска остовного ориентированного корневого дерева минимального веса для заданного корня (иногда называемого оптимальным ветвлением).
Задача является ориентированным аналогом задачи о минимальном остовном дереве.
Алгоритм предложили независимо сначала Ён-Чин Чу и Чжен-Гон Лью (1965), а затем Джек Эдмондс (1967).

## Алгоритм

### Описание
Алгоритм принимает входной ориентированный граф {\displaystyle D=\langle V,E\rangle }, где {\displaystyle V} является набором узлов, а {\displaystyle E} является набором ориентированных рёбер, выделенную вершину {\displaystyle r\in V}, называемую корнем, и вещественные значения весов {\displaystyle w(e)} для каждого ребра {\displaystyle e\in E}.
Алгоритм возвращает остовное ориентированное корневое дерево {\displaystyle A} минимального веса с корнем в {\displaystyle r}, где вес корневого дерева определяется как сумма весов его рёбер, {\displaystyle w(A)=\sum _{e\in A}{w(e)}}.
Алгоритм имеет рекурсивное описание.
Пусть {\displaystyle f(D,r,w)} означает функцию, которая возвращает ориентированное корневое дерево с корнем в {\displaystyle r} минимального веса.
Мы сначала удаляем все ребра из {\displaystyle E}, концом которых служит {\displaystyle r}.
Мы можем затем заменить любое множество параллельных рёбер (рёбер между одной и той же парой вершин в том же направлении) одним ребром с весом, равным минимальному весу этих параллельных рёбер.
Теперь для каждого узла {\displaystyle v}, отличного от корня, находим ребро, входящее  в {\displaystyle v}, с минимальным весом.
Обозначим источник этого ребра через {\displaystyle \pi (v)}.
Если множество рёбер {\displaystyle P=\{(\pi (v),v)\mid v\in V\setminus \{r\}\}} не содержит каких-либо циклов, то {\displaystyle f(D,r,w)=P}.
В противном случае {\displaystyle P} содержит по меньшей мере один цикл.
Произвольным образом выберем один из этих циклов и назовём его {\displaystyle C}.
Мы теперь определяем новый взвешенный ориентированный граф {\displaystyle D^{\prime }=\langle V^{\prime },E^{\prime }\rangle }, в котором цикл {\displaystyle C} «стянут» в один узел следующим образом:
Узлы {\displaystyle V^{\prime }} — это узлы {\displaystyle V}, не принадлежащие {\displaystyle C} плюс новый узел, обозначенный как {\displaystyle v_{C}}.
- Если {\displaystyle (u,v)} является ребром в {\displaystyle E} с {\displaystyle u\notin C}  и {\displaystyle v\in C} (ребро с концом в цикле), тогда включаем в {\displaystyle E^{\prime }} новое ребро {\displaystyle e=(u,v_{C})} и определяем {\displaystyle w^{\prime }(e)=w(u,v)-w(\pi (v),v)}.
- Если {\displaystyle (u,v)} является ребром в {\displaystyle E} с {\displaystyle u\in C} и {\displaystyle v\notin C} (ребро с началом в цикле), то включаем в  {\displaystyle E^{\prime }} новое ребро {\displaystyle e=(v_{C},v)} и определяем {\displaystyle w^{\prime }(e)=w(u,v)}.
- если {\displaystyle (u,v)} является ребром в {\displaystyle E} с {\displaystyle u\notin C} и {\displaystyle v\notin C} (ребро никак не связано с циклом), то включаем в {\displaystyle E^{\prime }} новое ребро {\displaystyle e=(u,v)} и определяем {\displaystyle w^{\prime }(e)=w(u,v)}.

Для каждого ребра в {\displaystyle E^{\prime }} мы запоминаем, какому ребру в {\displaystyle E} оно соответствует.
Теперь находим минимальное ориентированное корневое дерево {\displaystyle A^{\prime }} графа {\displaystyle D^{\prime }} путём вызова {\displaystyle f(D^{\prime },r,w^{\prime })}.
Поскольку {\displaystyle A^{\prime }} является ориентированным корневым деревом, каждая вершина имеет в точности одно входящее ребро.
Пусть {\displaystyle (u,v_{C})} будет единственным входящим ребром в {\displaystyle v_{C}} в {\displaystyle A^{\prime }}.
Это ребро соответствует ребру {\displaystyle (u,v)\in E} с {\displaystyle v\in C}.
Удалим ребро {\displaystyle (\pi (v),v)} из {\displaystyle C}, разрывая цикл.
Пометим каждое оставшееся ребро в {\displaystyle C}.
Для каждого ребра в {\displaystyle A^{\prime }} пометим его соответствующее ребро в {\displaystyle E}.
Теперь мы определим {\displaystyle f(D,r,w)} как набор помеченных рёбер, которые образуют минимальное ориентированное корневое дерево.
Заметим, что {\displaystyle f(D,r,w)} определена в терминах {\displaystyle f(D^{\prime },r,w^{\prime })} с {\displaystyle D^{\prime }}, имеющим строго меньшее число вершин, чем у {\displaystyle D}. Нахождение {\displaystyle f(D,r,w)} для графа, состоящего из отдельной вершины, тривиально, так что рекурсивный алгоритм гарантированно завершится.

## Время работы
Время работы алгоритма — {\displaystyle O(EV)}. Более быстрая реализация алгоритма  Роберта Тарьяна работает за время {\displaystyle O(E\log V)} на разреженных графах и за время {\displaystyle O(V^{2})} на плотных графах. Это та же скорость, что и у алгоритма Прима для неориентированного минимального остовного дерева. В 1986 Габов, Галиль, Спенсер, Комптон и Тарьян предложили более быструю реализацию со временем работы {\displaystyle O(E+V\log V)}.